# 保尔·拉法格

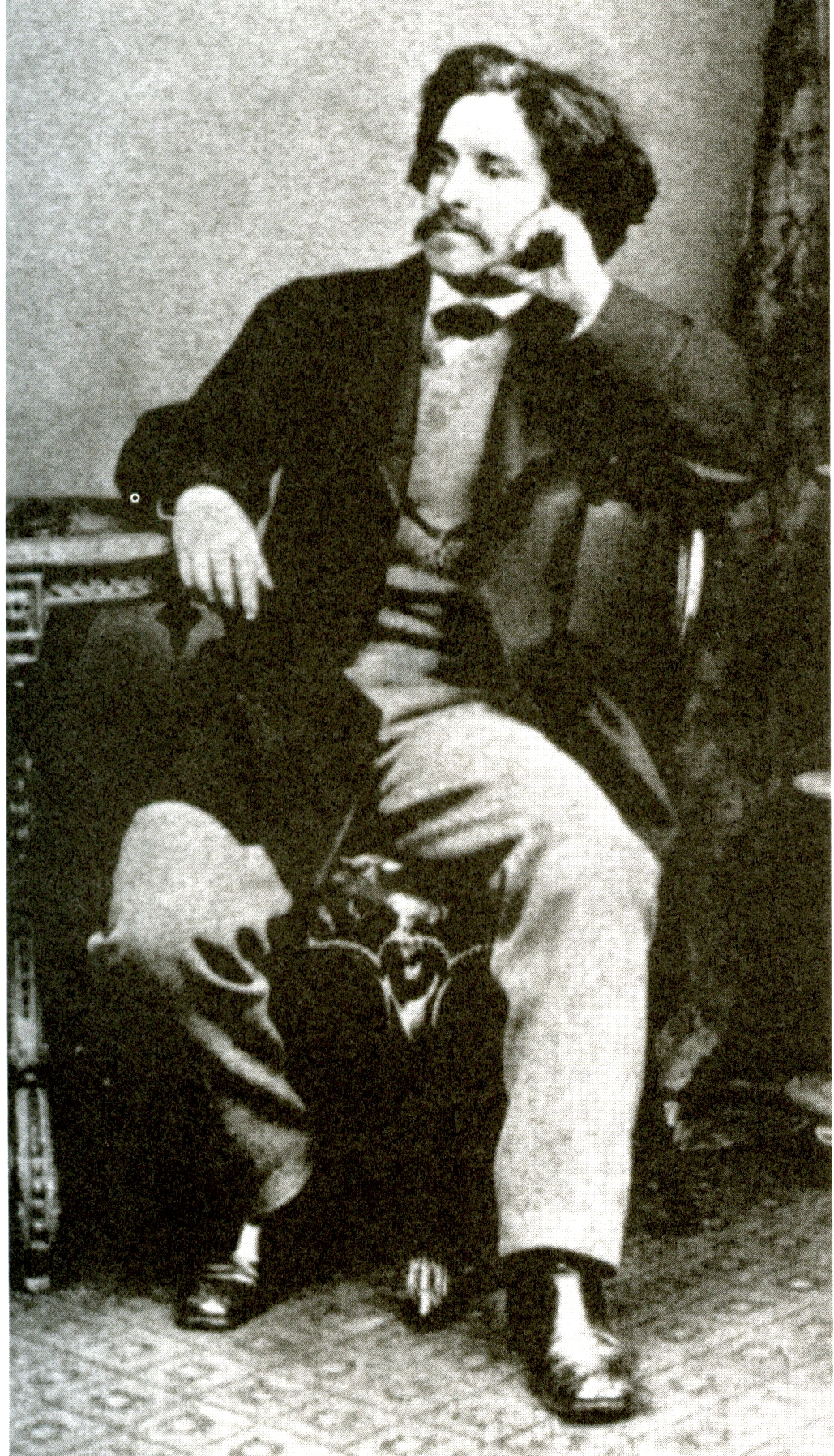
1871年的保尔·拉法格

保尔·拉法格（法語：Paul Lafargue；1842年—1911年11月25日），法国工人党创始人之一。

## 生平
1842年出生于古巴圣地亚哥。1864年进入巴黎大学，多次在《左岸》杂志上发文抨击法兰西第二帝国政府。1865年10月，发起第一次国际大学生代表大会，主张在法国建立民主共和国，被巴黎大学开除。1866年3月，当选第一国际委员会会员。1866年7月，获医学博士学位，返回巴黎。助欧仁·瓦尔兰、莱奥·弗兰克尔等建立巴黎支部联合会。
巴黎公社运动爆发后，拉法格多次在《波尔多论坛报》撰文支持，运动失败后流亡西班牙。1872年7月筹建新马德里联合会，9月投票赞成将巴枯宁等人从第一国际开除。1879年，与茹尔·盖得等建立法国工人党。1889年7月拉法洛主持社会主义者大会，宣告成立第二国际。1901年，拉法格成为合并后的法兰西社会党领导人之一。拉法洛著有大量理论著作，并将《共产党宣言》等译成法文。1911年11月25日，与其妻（卡爾·馬克思的次女劳拉）双双注射氢氰酸自杀。